# Mousintsi
Mousintsi (en macédonien Мусинци) est un village du sud-ouest de la Macédoine du Nord, situé dans la municipalité de Mogila. Le village comptait 302 habitants en 2002.

## Démographie
Lors du recensement de 2002, le village comptait :
- Macédoniens : 284
- Turcs : 16
- Albanais : 1
- Serbes : 1